# 안경량
안경량(安景良, ? ~ 1398년 4월 29일)은 고려 말 조선 초의 문신으로, 본관은 순흥(順興)이다. 안종원(安宗源)의 차남이다.

## 생애
1374년(공민왕 23) 동진사(同進士) 13위로 문과에 급제했다.
1391년(공양왕 3) 2월 양광도도관찰사(楊廣道都觀察使)로 나갔는데, 9월 남양부(南陽府)에 왜구가 출몰하자 병사로 쳐서 물리쳤다.
조선이 개국된 후인 1394년(태조 3) 동지중추원사(同知中樞院事)로서 서북면도순문사(西北面都巡問使)로 나갔으며, 서북면도순무사(西北面都巡撫使) 최윤지(崔允祉)를 역모로 모함한 전 낭장(郞將) 김영수(金永守)를 포박한 후, 형틀을 씌워 이송했다.
1398년(태조 7) 예문관춘추관학사(藝文春秋館學士)로 재직 중 졸했는데, 그의 죽음을 듣고 고기를 먹지 않은 백성들도 있었다고 한다.

## 가족 관계
- 증조 - 안석(安碩) : 문과에 급제했으나 벼슬하지 않음, 증(贈) 밀직제학(密直提學)
  - 조부 - 안축(安軸, 1282년 ~ 1348년) : 도첨의찬성사(都僉議贊成事)·흥녕부원군(興寧府院君)·영예문관사(領藝文館事), 문정공(文貞公)
    - 아버지 - 안종원(安宗源, 1325년 ~ 1394년) : 판문하부사(判門下府判事), 문간공(文簡公)
    - 어머니 - 우상시(右常侍) 김휘남(金輝南)의 딸[4]
      - 형 - 안중온(安仲溫, ? ~ 1384년) : 초명 안경온(安景溫), 밀직제학(密直提學)ㆍ집현관제학(集賢館提學)ㆍ상호군(上護軍)
      - 동생 - 안경공(安景恭, 1347년 ~ 1421년) : 흥녕부원군(興寧府院君), 양도공(良度公)
      - 동생 - 안경검(安景儉) : 공조전서(工曹典書)
      - 부인 - 대방군(帶方君) 양천룡(梁天龍)의 딸[4]
      - 첩 - 정씨(鄭氏)[4]
        - 서자 - 안민수(安民秀)